# Palazzo Nasi

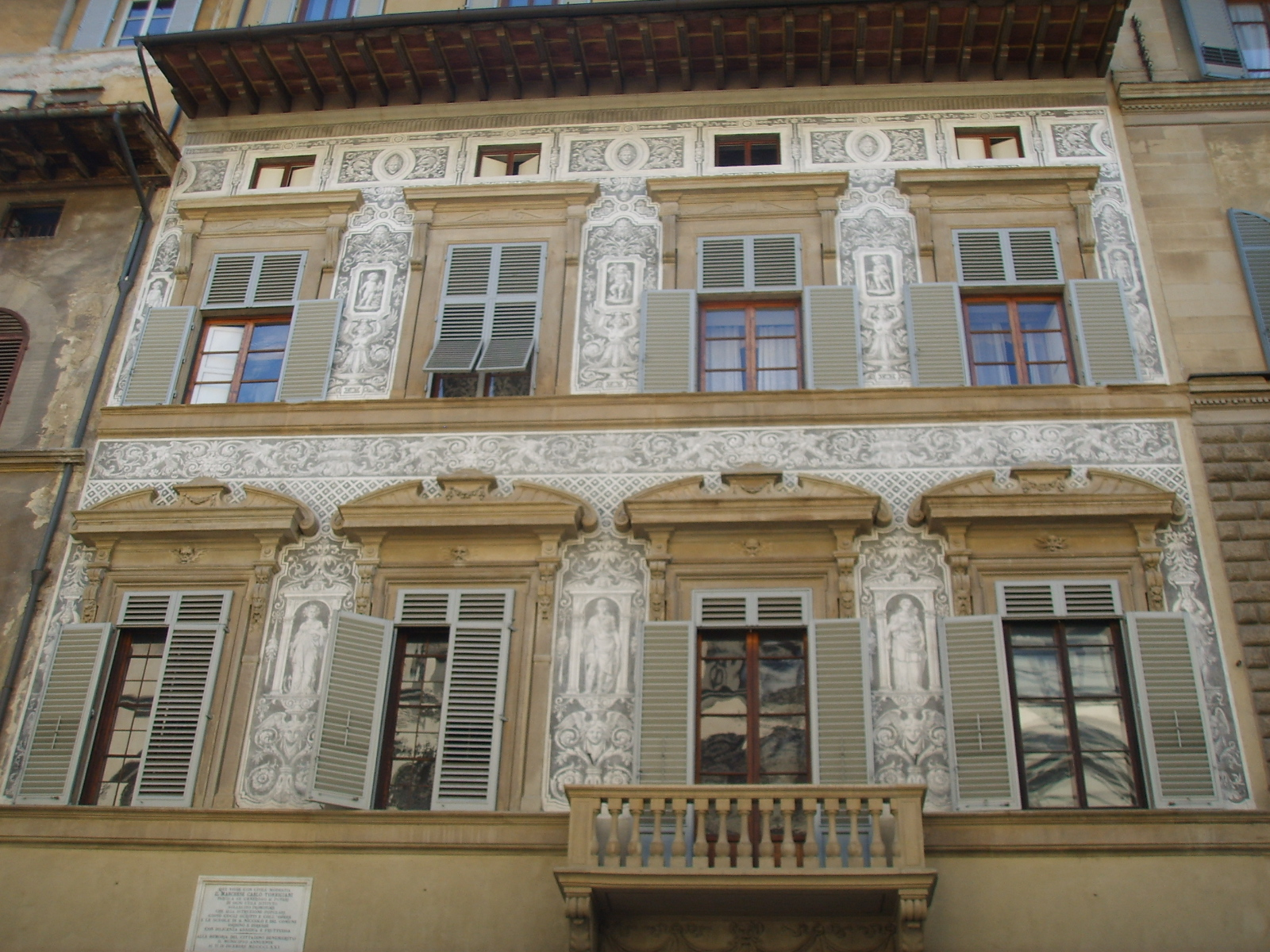
Graffiti sur la façade de Palazzo Nasi

Palazzo Nasi ou Palazzo Torrigiani Nasi ou encore Palazzo Scarlatti, est un palais situé à piazza dei Mozzi no 4 à Florence.

## Historique
Dans le passé, l'endroit comportait des petits palais appartenant à diverses familles : Benci, Bachi, Bardi et Nasi. Ces édifices ont été achetés par les Nasi entre 1460 et 1469 qui les ont transformés en un unique palais.
Selon Giorgio Vasari le projet a été entrepris au cours des premières décennies du Cinquecento par Baccio d'Agnolo et a été achevé par son fils Domenico, avec l'insertion d'une petite terrasse. Néanmoins d'autres sources citent un autre architecte Filippo Baglioni, qui était lui aussi un fils de Baccio.
Le 24 octobre 1529 pendant le siège de Florence, les religieux de l'ordre de Santa Brigida, qui s'étaient enfuis du couvent du Paradiso al Bandino, se réfugièrent dans ce palais.
Entre le XVIe et le XVIIe siècle le palais est restructuré probablement par Alfonso Parigi le vieux. À cette occasion la cour et les salles intérieures ont été modernisées et la façade a été décorée de graffiti.
Par la suite, le palais a été acheté par le marquis Torrigiani.
Au cours du XIXe siècle, le palais a été surélevé et une mezzanine construite entre le rez-de-chaussée et le premier étage côté cour.

## Architecture

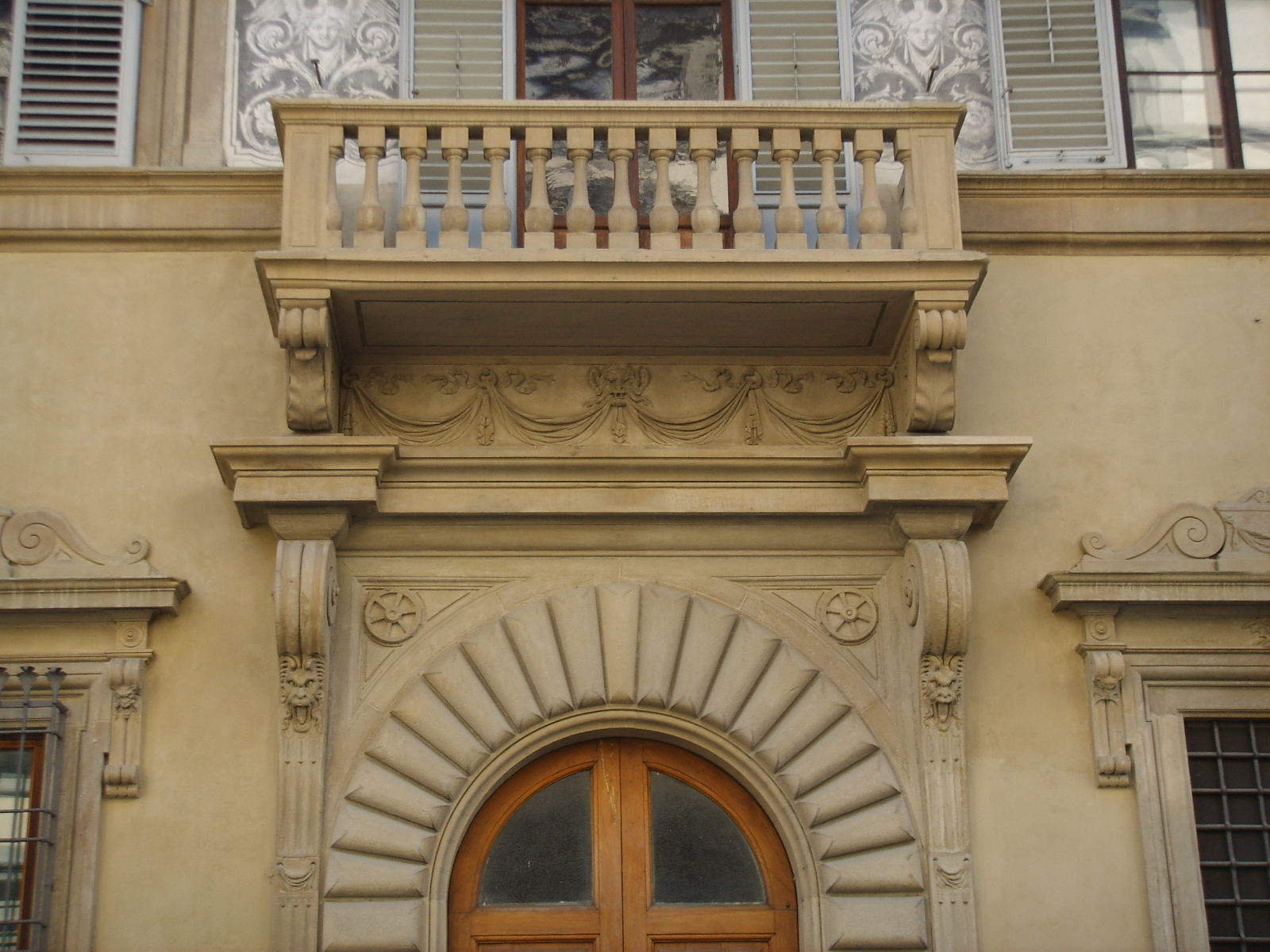
Le portail

### Extérieur
La façade comporte trois étages avec une partie ajoutée au-dessus de la façade, au-delà du toit en pente.
Les éléments architecturaux sont typiques des palais florentins post-Renaissance :
- Portail ample surmonté d'un balcon ;
- finestre inginocchiate au rez-de-chaussée
- deux rangées de fenêtres :
  - quatre au premier étage, mises en évidence par une corniche marcapiano
  - au piano nobile avec un tympan à arc ;
  - à l'étage supérieur avec architrave saillante.

Par le passé, la façade possédait cinq fenêtres par étage et le portail se situait au centre.
La symétrie a été cassée à la suite de la réduction de l'édifice pour permettre la construction du palais adjacent.
Des Mascheroni et autres figures d'inspiration buontalentiane complètent la décoration de la façade.
La cour intérieure possède un portique à arcades aujourd'hui obstruées, au-dessus desquelles se trouvent des fenêtres semblables à celle de la façade.
Une plaque sur la façade datée de 1871 rappelle que le marquis Carlo Torrigiani est le fondateur de l'école San Niccolò et mécène d'autres instituts.

### Intérieur
Au piano nobile, se trouvent des salles avec des décorations datant des XVIIIe et XIXe siècles décorées à fresques à motifs floraux et végétaux, scènes allégoriques et mythologiques sur les plafonds ; putti et un cycle pictural des Saisons, avec des putti peints en monochromie dans des posture d'activités agricoles communes à chaque période.
Dans une salle au second étage se trouvent des fresques en trompe-l'œil avec des vedute de l'Arno encadrées par des fausses architectures.
Une autre salle dont le plafond est décoré de figures tenant des instruments musicaux était probablement une salle de musique.

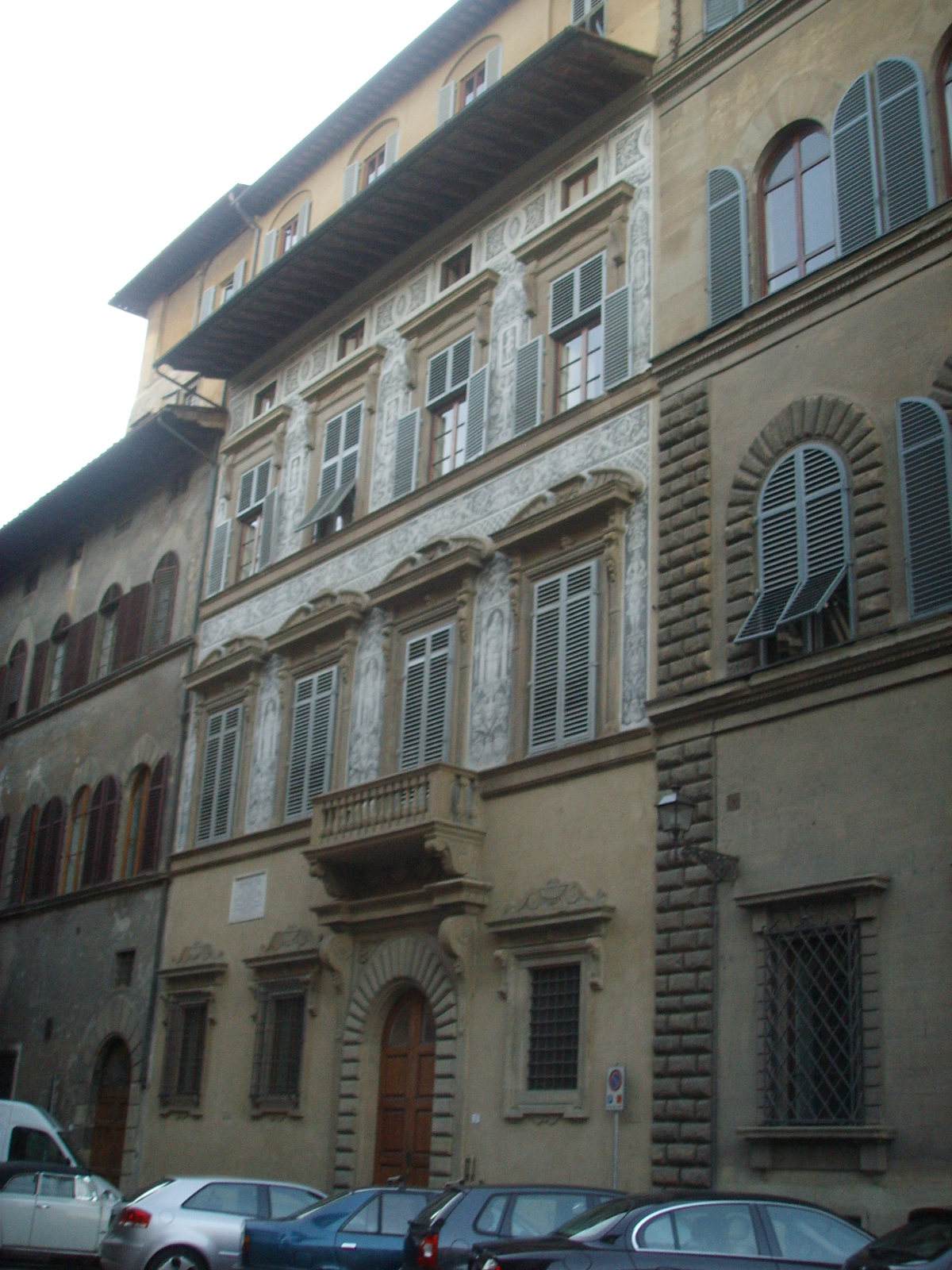
Palazzo Nasi
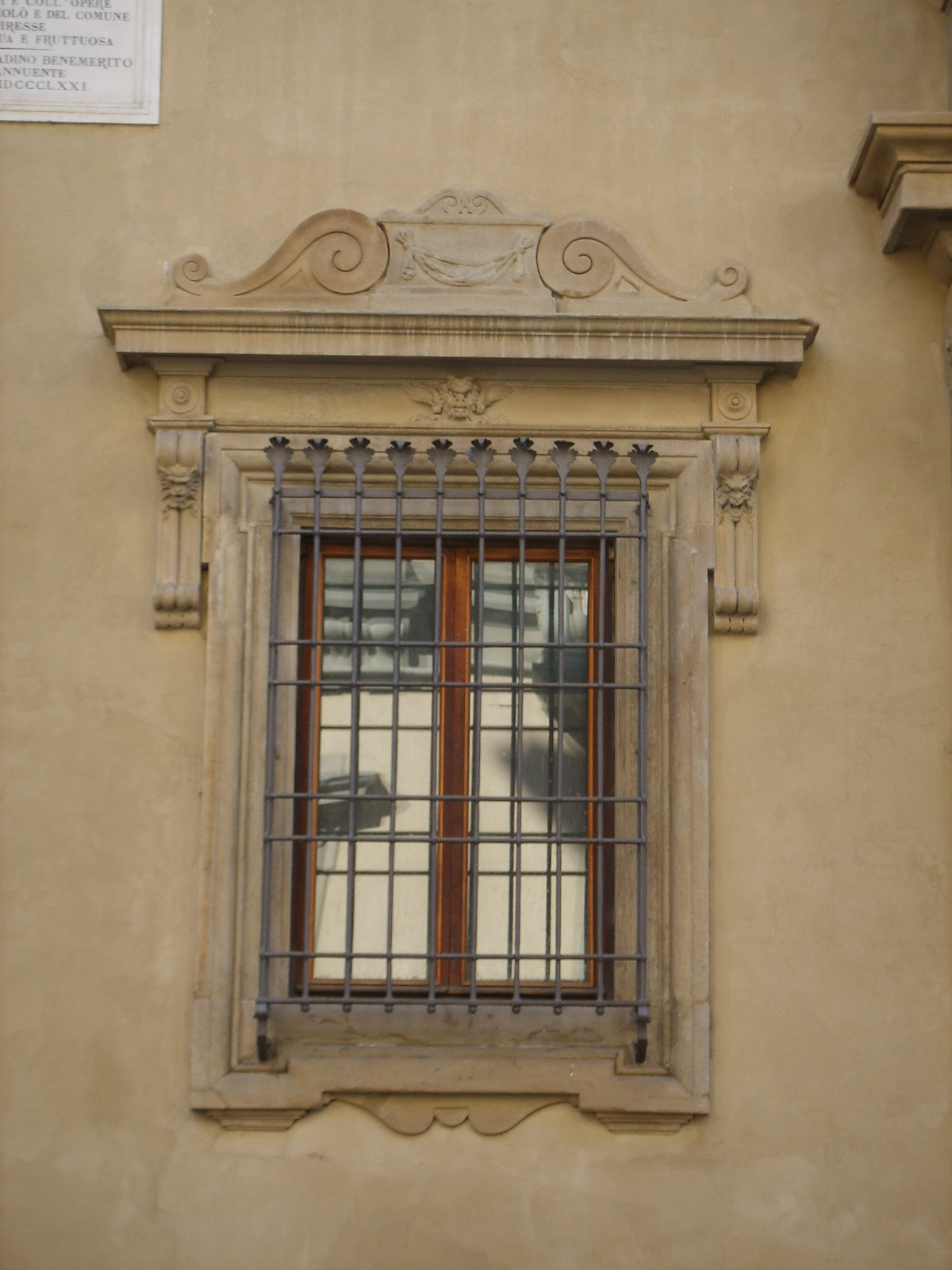
Fenêtre
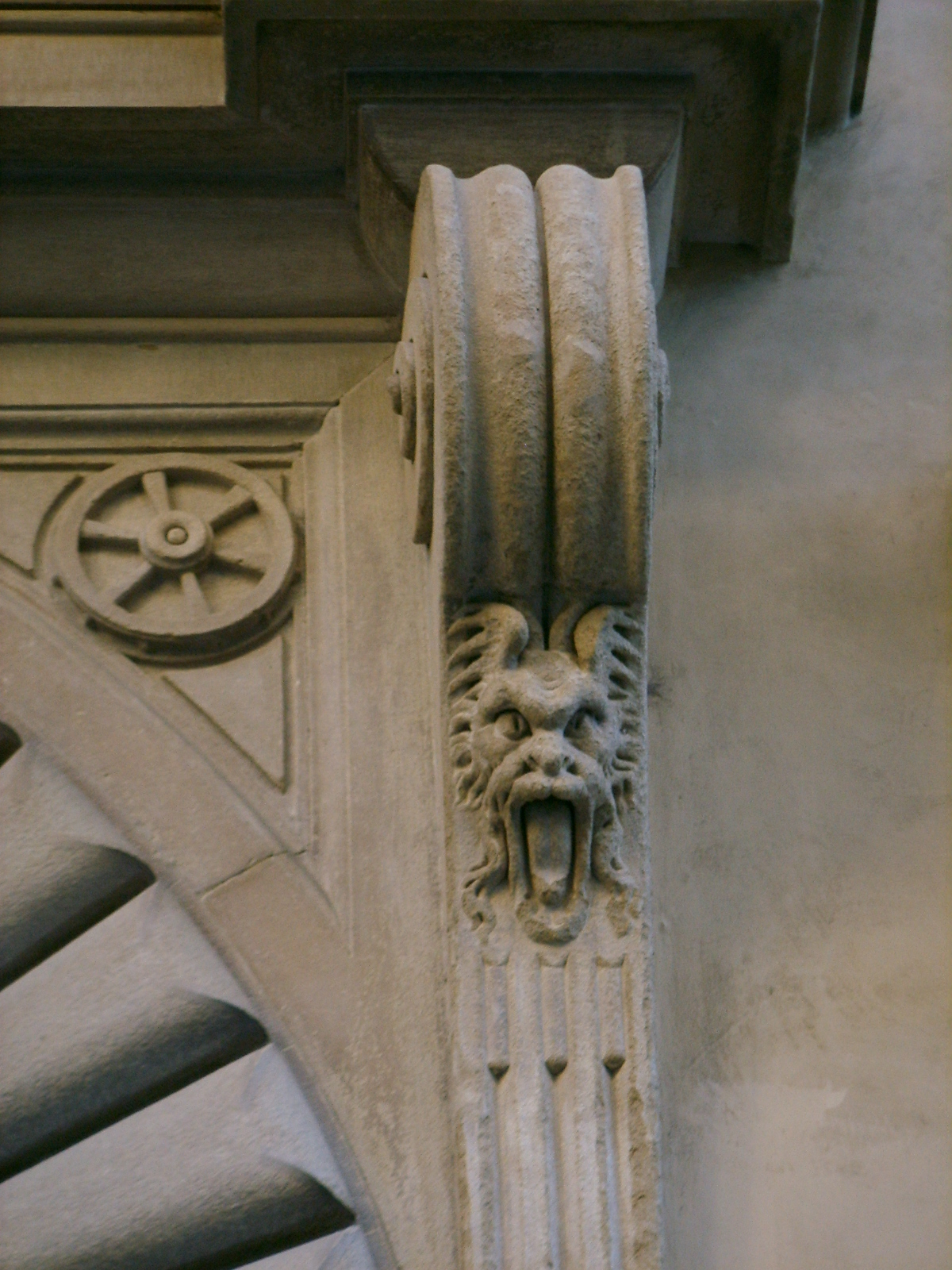
Détail
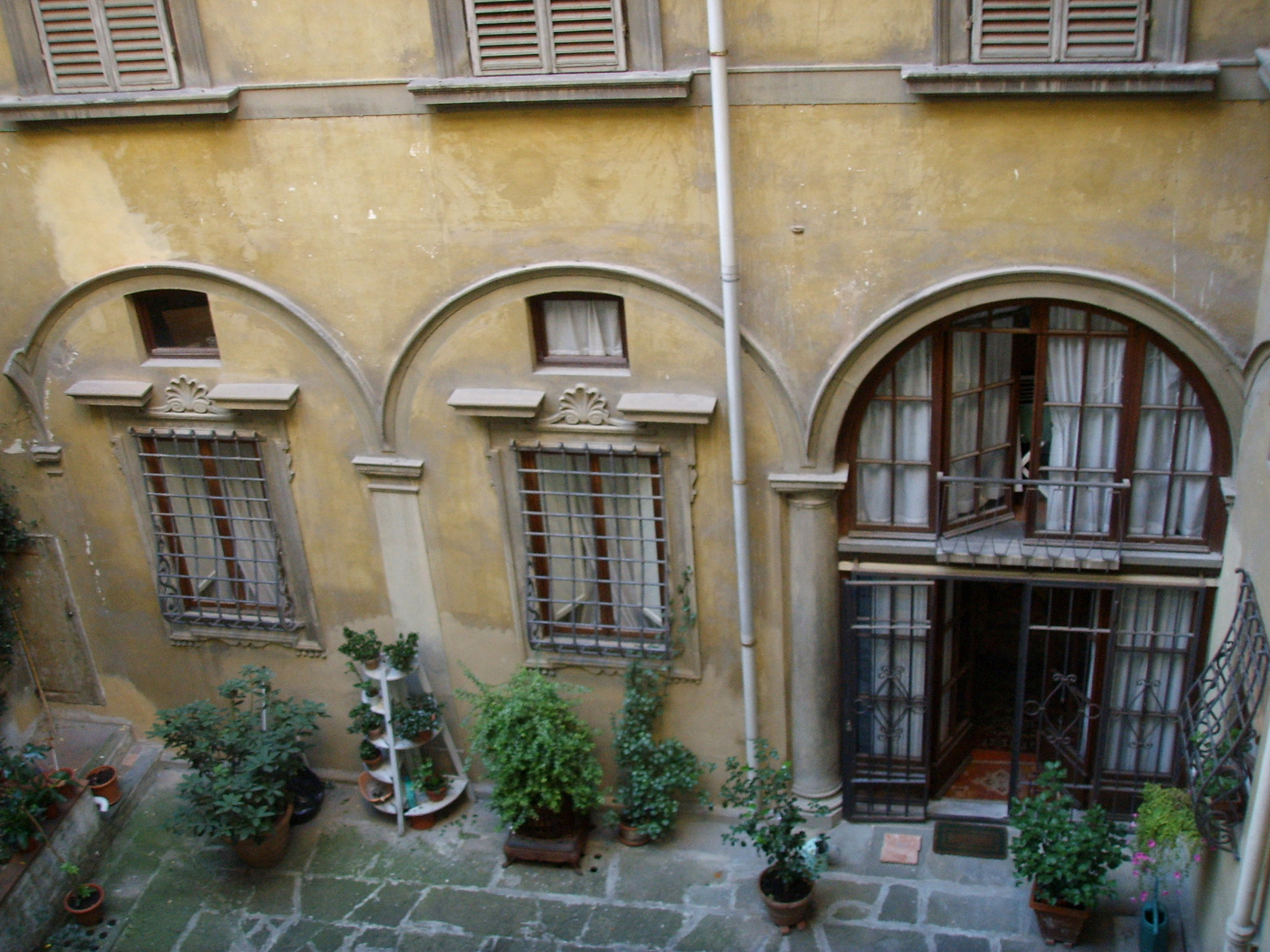
Cour intérieure

## Sources
- (it) Cet article est partiellement ou en totalité issu de l’article de Wikipédia en italien intitulé « Palazzo Nasi » (voir la liste des auteurs).